# Anton Lans
Anton Lans (sinh ngày 17 tháng 4 năm 1991) là một cầu thủ bóng đá người Thụy Điển thi đấu cho Örgryte IS ở vị trí hậu vệ.